# Karatedo
Karatedo ou Karate-Do (空手道) é a forma moderna de caratê, que surgiu influenciada por um movimento ocorrido entre o fim do século XIX e o começo do XX. Tal movimento marcou praticamente a todas as modalidades de lutas japonesas, como kenjutsu, jujutsu, bojutsu etc., que se transformaram com abordagem mais filosófica.

## História
O movimento passou a tomar corpo entre a transição do século XIX para o XX. Antes as artes marciais japonesas eram ensinadas como pura disciplina de combate, em círculos fechados e numa linha estrita entre mestre e discípulo. Naquela época o caratê era referido como erro em {{japonês}}: Texto em japonês ou romaji necessário (ajuda), eis que a partícula jutsu designa um conhecimento técnico, apenas.
Entrementes, logrando êxito tornar o caratê um arte marcial aceita no Japão inteiro (mudando o nome inclusive para significar "mãos vazias"), os mestres Gishin Funakoshi, Kenwa Mabuni e outros - assim como fizera antes o mestre Jigoro Kano, transformando o jujutsu em judô - acrescentaram o ideograma «dō» (道, via, caminho, postura), posto a prática de uma arte marcial contar com uma maior amplitude de finalidades, tais como a de buscar o conhecimento interior e a plena realização humana, vencendo os seus medos interiores e aperfeiçoando o caráter, obedecendo a regras milenares e a conhecimentos antigos.
Assim, todas as artes marciais tradicionais possuem o sufixo "Do" e diferem das simples artes de combate, como o Boxe, Muay Thai, Kick boxing ou K1, as quais não possuem a devida disciplina "tridimensional" - quer seja a integração "Mente, Corpo, Espírito" -, pois que, as citadas, visam tão somente, de modo precípuo, vencer o adversário fisicamente pela técnica ou técnicas aplicadas, sem considerar aspectos superiores do próprio Ser.

## Filosofia
Trata-se de uma leitura japonesa do conceito chinês do Tao (Dao). É escrito (em kanji) com os mesmos caracteres. Assim, o conteúdo semântico vai além do simples significado de "Caminho" até atingir o de "método" para a compreensão do ciclo da vida.

## Revisionismo
Em princípios do século XXI, surge outro movimento que pretende buscar as verdadeiras raízes do caratê e outras artes marciais, cuja marca é o retorno da partícula jutsu. Todavia, dizendo ser estratégia de propaganda apenas, para conseguir adesão e público maior de alunos em academias.